# Suna (canción)
La «Suna» es una canción compuesta e interpretada por Mar de Copas. Es la segunda canción del álbum del mismo nombre, publicado en 1999.

## Videoclip
El tercer videoclip oficial de la banda, Suna, es seguramente el primer intento de videoclip peruano producido íntegramente en dibujos animados. Los dibujos están hechos a mano, con pincel y pintura sobre papel por Rafael Besaccia. Las técnicas usadas para la composición y animación se basan en métodos clásicos desarrollados desde comienzos del siglo XX.

## Créditos
- Wicho García: Voz
- Manolo Barrios: Guitarra y voz
- Toto Leverone: Batería
- César Zamalloa: Bajo
- Phoebe Condos: Teclado y coros
- Claudia Salem: Coros